# Kalanchoe chapototii
Kalanchoe chapototii ist eine Pflanzenart der Gattung Kalanchoe in der Familie der Dickblattgewächse (Crassulaceae).

## Beschreibung

### Vegetative Merkmale
Kalanchoe chapototii ist eine ausdauernde Pflanze, die Wuchshöhen von bis 45 Zentimeter erreicht und vollständig mit lang gestielten, drüsigen Haaren eingehüllt ist. Die Triebe sind aufrecht, die Laubblätter gestielt. Der schlanke Blattstiel ist 8 bis 9 Millimeter lang. Die drei-, selten fünfteilige Blattspreite ist 1 bis 7,5 Zentimeter lang und 0,7 bis 14 Zentimeter breit. Die länglichen bis linealischen Segmente weisen eine Länge von 2,5 bis 7 Zentimeter und eine Breite von 0,6 bis 2,5 Zentimeter auf. Ihre Spitze ist zugespitzt. Der Blattrand ist unregelmäßig gelappt und gekerbt.

### Generative Merkmale
Der vielblütige Blütenstand ist ebensträußig und erreicht eine Länge von 4 bis 10 Zentimeter. Die aufrechten Blüten stehen an schlanken, 6 bis 10 Millimeter langen Blütenstielen. Ihre Kelchblätter sind behaart und die Kelchröhre 0,8 bis 1 Millimeter lang. Ihre dreieckigen, zugespitzten Kelchzipfel sind 2 bis 3,6 Millimeter lang und 1,6 bis 2 Millimeter breit. Die goldgelben Kronblätter sind spärlich behaart. Die an ihrer Basis etwas vierkantige Kronröhre ist 19 bis 22 Millimeter lang. Ihre eiförmigen Kronzipfel weisen eine Länge von 6 bis 8 Millimeter auf und sind 5 bis 5,5 Millimeter breit. Sie enden in einer etwa 4 Millimeter langen scharfen Spitze. Die Staubblätter sind nahe der Spitze der Kronröhre angeheftet und ragen leicht aus der Blüte heraus. Die Staubbeutel sind etwa 2,2 Millimeter lang. Die linealischen, stumpfen Nektarschüppchen weisen eine Länge von 2,5 bis 3 Millimeter auf. Das schmal längliche Fruchtblatt weist eine Länge von 22 bis 28 Millimeter auf. Der Griffel ist 15 bis 18 Millimeter lang.
Die verkehrt eiförmigen Samen erreichen eine Länge von etwa 1 Millimeter.

## Systematik und Verbreitung
Kalanchoe chapototii ist im Westen von Madagaskar auf Kalkfelsen in Wäldern verbreitet. 
Die Erstbeschreibung durch Raymond-Hamet und Henri Perrier de La Bâthie wurde 1915 veröffentlicht.

## Nachweise